# Arteria radialis
Az arteria radialis az orsócsontütőér az alkaron. Ez a vékonyabb és felszínesebb a két alkarverőér közül, de inkább esik a karverőér egyenes folytatásába. A kezdetén elég felszínesen a könyökárkot határoló két izom, a musc. pronator teres és musc. brachioradialis közt helyezkedik el. Az alkar középső harmadában elfedi a musc. brachioradialis széle. Distalisabban, ahol az izmok már inakba mennek át, a musc. brachioradialis és musc. flexor carpi radialis ina közt egészen felszínes helyzetűvé lesz; csak a fascia antibrachii és a bőr fedi. Ez az a nevezetes hely, ahol az orvos az érverést szokta tapintani. A feltételek kedvezők is erre, mert az arteria itt nemcsak felszínesen van, hanem csontos alapon, a radius distalis végén is, csak a pronator quadratus tapadása által elválasztva a csonttól. A nervus radialis nem fut az arteriával, hanem csak a közelében. 
A kéztőre érve az arteria radialis a háti oldalra kanyarodik fel. Az abductor pollicis longus és extensor pollicis brevis által közösen alkotott inköteg s az os trapezium közti hézagon áthatolva a fossa tabatiereba jut, ebben rézsutosan distalis irányban halad, elmegy az extensor pollicis longus ina alatt s az I. kézközépcsontközti hézagban a musc. interosseus dorsalis I. két feje közti résen áthajlik a tenyéri oldalra, melynek mélyében a mély tenyéri ívet, arcus volaris profundus, alkotja.

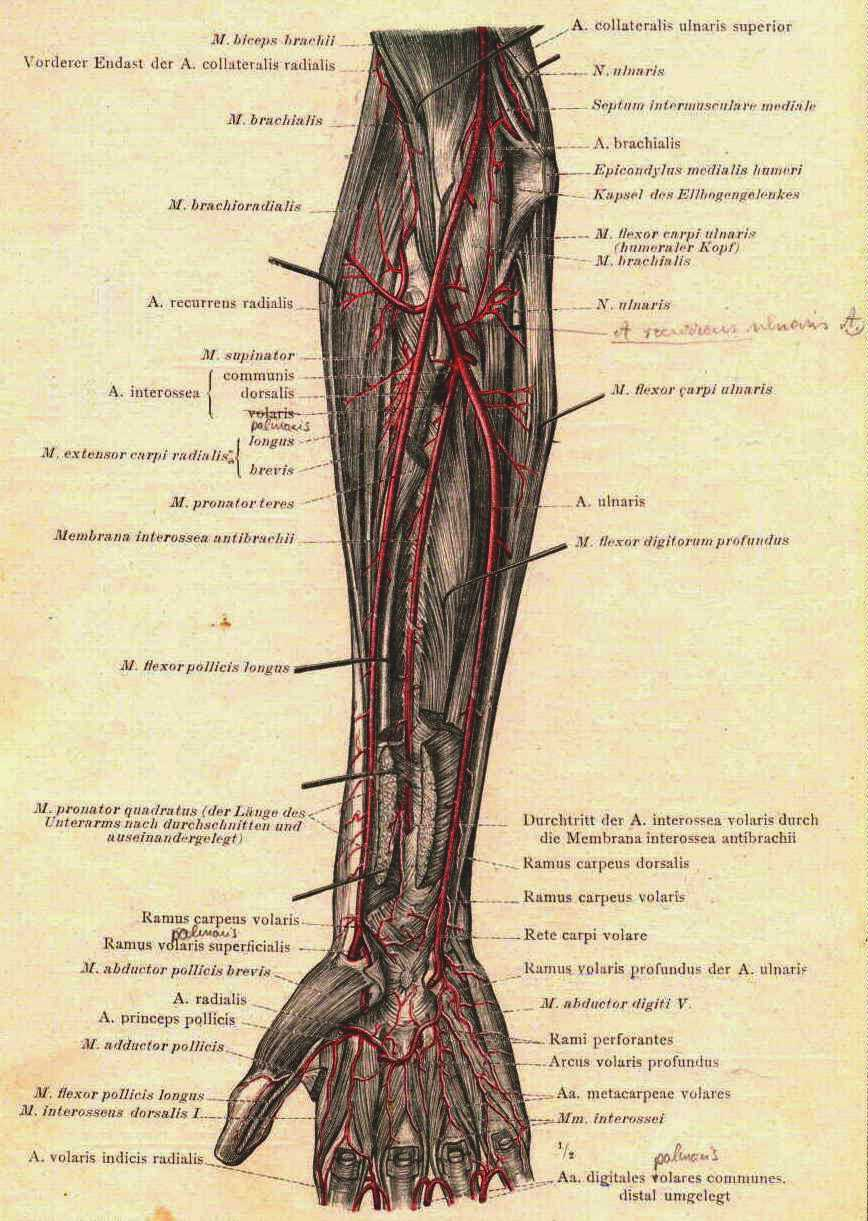
Az alkar arteriái

## Ágai
- 1. Arteria recurrens radialis. Az a. radialisnak mindjárt a kezdetétől ered s a musc. brachialis és brachioradialis közti barázdában visszahajolva az arteria collateralis radialisszal anastomosál, azonkívül izomágakat is ad, s a rete cubiti alkotásában is részt vesz.
- 2. Ramus carpeus volaris. Az alkar distalis tájékán, a pronator quadratus alsó szélénél ered s a rete carpi volareba megy át.
- 3. Ramus volaris superficialis. Vékony ág, a thenar tövén ered, ezt el is látja és rendesen, de nem mindig, egyesül az arteria ulnaris felületes ágával s ezáltal kiegészíti az arcus volaris superficialist.
- 4. Ramus carpeus dorsalis. A kéztő magasságában harántul ulnarfelé megy az ízületi szalagok felett elterülő arteriás fonatba, a rete carpi dorsaleba olvad bele. E fonatból ered a három arteria metacarpea dorsalis, a II., III. és IV. spatium intermetacarpeumban distalfelé húzódó verőerek. E vékony ágak az ujjak tövében két-két arteria digitalis dorsalis propria-ra oszlanak, amelyek a II.-V. ujj egymás felé fordult oldalain húzódnak, de csak a II. ujjpercig. A metacarpea dorsalisok kettéoszlásuk helyén egy-egy átfúró anastomosáló ágat, rami perforantes, bocsátanak a tenyéri oldal felé, a digitales communes volares végéhez; egy másik perforans águk a kezdeti részükről a kézközépcsontok alapjai között indul el, s a mély tenyéri ívhez megy. 
  - A hüvelyk metacarpea dorsalisa nem a rete dorsaleból, hanem magából a radialisból ered s két digitalis propriájával a hüvelyk ulnaris oldalát s a mutatóujj radialis oldalát látja el a kézháti oldalon. A hüvelyk radialis oldali digitalis dorsalis propriája önálló ága az a. radialisnak, hasonlóképen a kisujj ulnaris szélének dorsalis arteriája is önálló ág, de ez már a rete carpi profundumból ered.
  - A tenyérre való áthajlása közben és után a radialisnak következő ágai vannak:
- 5. A. princeps pollicis; a hüvelyk két oldalát látja el a volaris oldalon, arteria digitales volares pollicis.
- 6. A. volaris indicis radialis. Néha a princepsból ered.
- 7. Ramus volaris profundus. Egyenes folytatása a radialisnak; a tenyér mélyébe hajolva az arteria ulnaris mély ágával a mély tenyéri ívet, arcus volaris profundus, alkotja. Ebből apró visszahajló ágak erednek, melyek a rete carpi volareba mennek át, distalis irányban pedig az arteriae metacarpeae volares. Ezek a II.-IV. kézközépinterstitiumba mennek s részben az izmokban ágaznak el, részben az interstitium distalis végén anastomosálnak a distalis volarisokkal.

## Nomenclatura
Az anatómiában a latin elnevezések egységesítését három időpontban végezték el az anatómusok. Az elfogadott anatómiai elnevezéstanokat (nomenclaturát) azon városokról nevezték el, ahol kihirdették őket. Ezek alapján megkülönböztetünk Bázeli (BNA) 1895, Jénai (JNA) 1935 és Párizsi (PNA) 1955 anatómiai nomenclaturát. Jelenleg anatómiát a legutóbb megjelent Párizsi Nomina Anatomica alapján oktatnak, de a mindennapos orvosi gyakorlatban a legrégebbi Bázeli elnevezéstan szerint írott meghatározásokkal találkozhatunk. Az alábbiakban a szócikkhez tartozó anatómiai nevek nomenclatura szerinti tagolása látható, az egy anatómiai fogalomhoz tartozó elnevezések megtalálásához:
| BNA                         | JNA                         | PNA                       |
| --------------------------- | --------------------------- | ------------------------- |
| a. radialis                 | a. radialis                 | a. radialis               |
| a. recurrens radialis       | a. recurrens radialis       | a. recurrens radialis     |
| rami musculares             |                             |                           |
| ramus carpeus volaris       | ramus carpicus volaris      | r. carpeus palmaris       |
| ramus volaris superficialis | ramus volaris superficialis | r. palmaris superficialis |
| ramus carpeus dorsalis      | ramus carpicus dorsalis     | ramus carpeus dorsalis    |
| rete carpi volare           |                             |                           |
| rete carpi dorsale          | rete carpi dorsale          | rete carpi dorsale        |
| aa. metacarpeae dorsales    | aa. metacarpicae dorsales   | aa. metacarpeae dorsales  |
| aa. digitales dorsales      | aa. digitales dorsales      | aa. digitales dorsales    |
| a. princeps pollicis        | a. princeps pollicis        | a. princeps pollicis      |
| a. volaris indicis radialis | a. volaris indicis radialis | a.radialis indicis        |
| arcus volaris profundus     | arcus volaris profundus     | arcus palmaris profundus  |
| aa. metacarpeae volares     | aa. metacarpicae volares    | aa. metacarpeae volares   |
| rami perforantes            | rami perforantes            | rami perforantes          |
| aa. digitales dorsales      | aa. digitales dorsales      | aa. digitales dorsales    |